# Jungle Fight 38
Jungle Fight 38 foi um evento de MMA, ocorrido dia 28 de Abril de 2012 no Ginásio da UEPA em Belém do Pará, Pará.

na 38ª edição do Jungle Fight, maior evento de MMA da América Latina. Para a felicidade do público presente, tanto a luta principal quanto a co-principal foram vencidas por atletas paraenses. Ildemar Marajó e Iliarde Santos derrotam Edilberto ‘’Crocotá’’ e Leandro ‘’Pitbull’’, respectivamente. Ao todo, oito lutadores locais entraram na Arena Jungle e cinco deles saíram vitoriosos.